# 底片

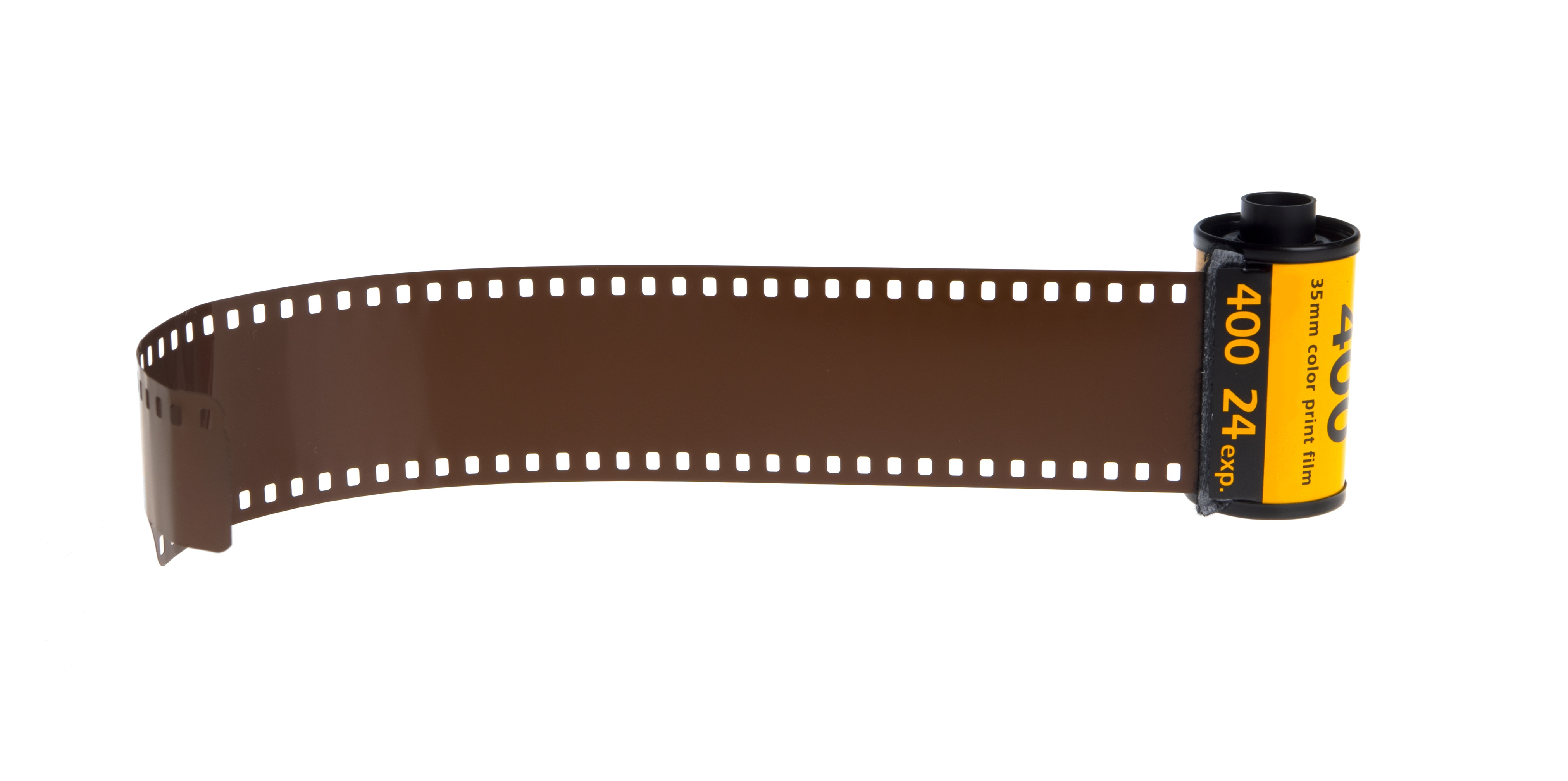
未沖洗的柯达Ultramax 400彩色底片。

胶片（Film），或以其英文音译称菲林，是一种用于记录影像的成像媒介，也是一种摄影耗材。在日常生活中，胶片一般包装在盒中，称为胶卷。

## 构造和原理
常见的胶片通常由一侧涂覆含微小光敏卤化银晶体的明胶乳剂的条状或片状透明薄膜片基构成。卤化银晶体的大小和其他特性决定了胶片的感光度、对比度和分辨率。
当暴露在光线下时，底片所含有卤化银中的银离子会逐渐还原为金属银，乳剂因而逐渐变黑。不过若没有外界条件的干预，过程将极其缓慢且不完整，因而该方法没得到实际应用。取而代之的是对镜头成像的极短时间曝光，可以产生与每个晶体所吸收的光量成比例的极轻微化学变化，并在乳剂中产生不可见的潜像，化学显影之后即可成为可见的影像。
黑白胶片通常只含有一层感光层。曝光后的卤化银晶体显影时，银离子被还原为金属银，阻挡光线而表现为负片胶片中的黑色部分。彩色胶片至少含有三层感光层，并结合了不同组合的增感染料。通常，蓝光感光层位于最上方，随后是黄色滤光层，以阻止任何剩余蓝光影响随后的感光层，其下分别是绿光-蓝光感光层和红光-蓝光感光层，分别记录绿色和蓝色图像。在显影过程中，就像黑白胶片一样，银离子被还原为金属银。但显影过程中的副产品同时也与胶片或显影液中的彩色耦合剂结合，形成彩色染料。由于显影副产品的产生量与曝光和显影的量成正比，因此形成的彩色染料也与曝光和显影的量成正比。显影后，金属银经过漂白步骤重新转化为卤化银，并在定影步骤中给除去。定影步骤后，胶片上只留下形成的彩色染料，组合在一起即构成可见的彩色图像。

### 亮度和密度關係
19世紀的兩位科學家菲迪南·赫爾特和查爾斯·德里菲爾德提出Hurter-Driffield曲線（HD曲線），指出膠卷只有在中間調部分才是線性的，有正常的反差，在陰影部分和高光部分反差小，因此呈現一片黑，一片白。

## 種類

### 根据颜色丰富程度
根据胶片冲洗出的颜色丰富程度来分类可分为黑白胶片和彩色胶片。
- 黑白胶片是冲洗后仅能呈现黑白两色的胶片，另根据其对光线种类的感光性能又可分为全色片、分色片、盲色片、红外线片、X光片等[3]。
- 彩色胶片是冲洗后能呈现多种颜色的胶片，

### 根据呈现的画面颜色与真实色彩的区别
根据呈现的画面颜色与真实色彩的区别可将胶片分为负片和反转片，黑白和彩色的胶片都有负片和反转片类型的胶片。
- 负片冲洗后呈现的颜色与真实景物相反。
- 反转片在冲洗后呈现的颜色与真实景物颜色相同，但对曝光准确度要求较高，另外注意反转片与正片不是同一概念[4]。

### 其它分类
- 以包裝方式來分別，又可分為軟片和硬片。制成長條卷狀的軟片又稱膠卷。另外尚有可使用膠捲分裝器分裝的長裝膠捲。

1980年代柯達亦曾推出碟式底片，主打當時候的女性消費市場，之後因為135片幅相機進入自動對焦的時代，不過在1990年代又邁進數位攝影的進程，因此碟式底片便走入歷史。

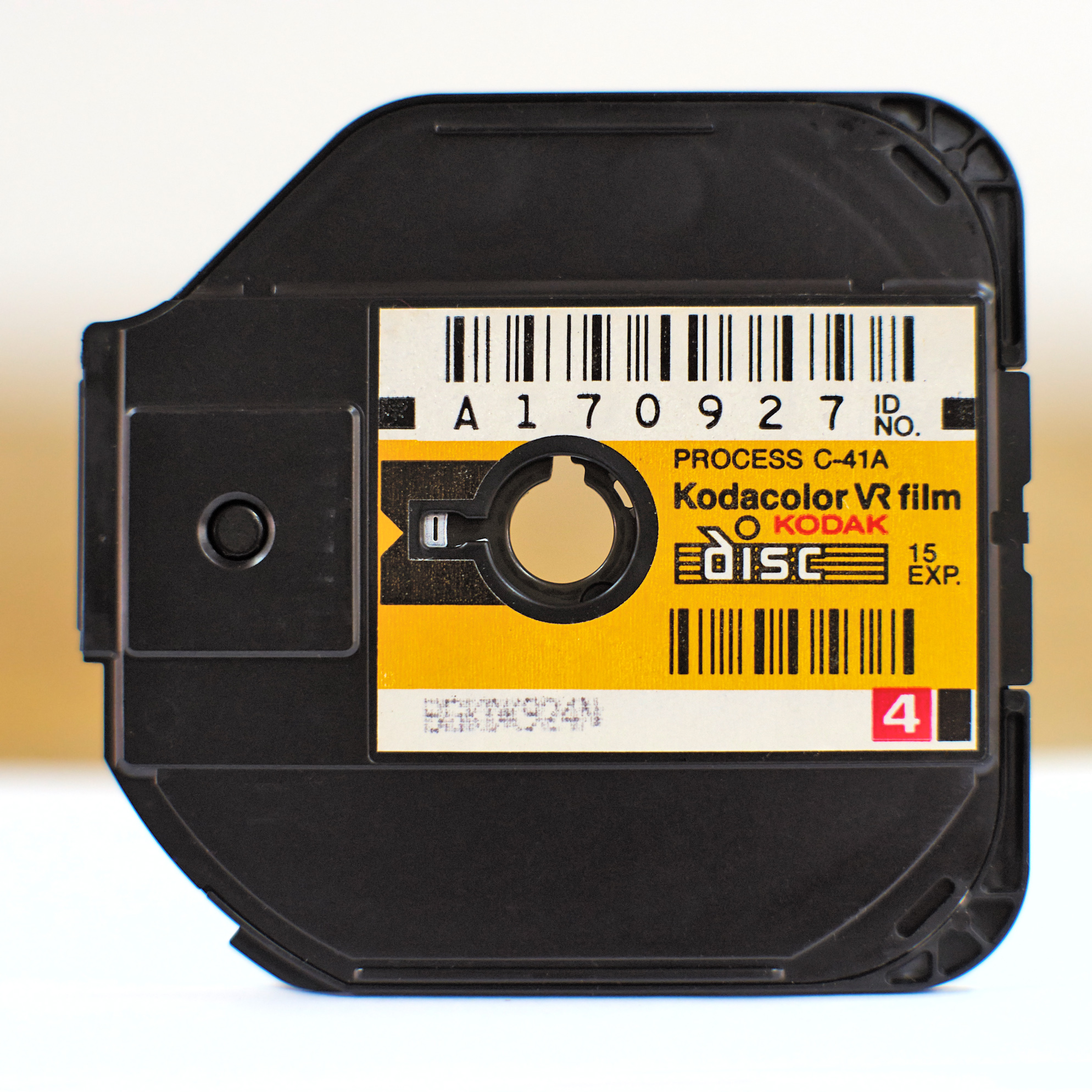
碟式底片匣

- 以使用對象來分，又分為專業用底片及一般消費用底片，專業用底片以專業攝影師等為銷售對象，通常有感光度從ISO50到ISO1600不等的產品，保存條件較嚴格，通常需放入冰箱中低溫保存，大多僅在販售攝影器材的店家才可購得，售價略高。一般用底片以一般人為銷售對象，不需低溫保存，數位攝影普及之前在大多數商店即可購得，感光度大多從ISO100到ISO400。

## 底片尺寸
胶片曾出现过很多不同尺寸规格的产品。电影胶卷往往用胶卷的宽度来命名胶片的规格。
胶片以片幅大小來分別，常用的有120型（最常用，中画幅底片60x60毫米）、135型（底片寬35毫米）、110型（小型匣式），17.5毫米型、16毫米型等，還有另外為拍攝廣告或大型海報而設的諸如4"x5"或8"x10"大画幅散页底片。
1960年代以前，常用的底片規格是120型。此後由於鏡頭生產技術的發展，中下價135照相機鏡頭品質大大提高。又因为胶片品质的提高，135型底片開始普及。直至1970年代彩色攝影技術成熟，全自動的135彩色冲片晒相機充斥市面，120型底片在非专业领域大致给取代。
- 8毫米胶片（8毫米）：8毫米是最窄小尺寸的底片。1932年問世，用於拍攝業餘及家庭影片，由於底片及沖片成本低廉，許多前衛及地下電影也愛用8毫米寬電影底片。自1960年代中期起，8毫米寬的電影底片逐漸為超8毫米電影底片所取代[5]。
- 超8毫米胶片（Super8）：於1965年問世，8毫米寬，但是品質較標準8毫米尺寸佳，畫面也較大，現已大量取代8毫米底片。最常用於教育、行銷、工業培訓及家庭電影領域，亦為原創相機底片及16毫米底片原作的縮小沖印。
- 9.5毫米胶卷。
- 16毫米（16mm）：寬度為16毫米的底片。在無聲電影裡，16毫米底片兩邊都有排孔；而有聲電影則只有一面排孔，另一面則作為音軌。這類底片於1923年引進業餘者市場，並逐漸發展成為非針對一般戲院上映之家庭電影製片者的常用媒材。這類尺寸的底片多用於獨立短片、紀錄片及教育性用途影片[6]。
- 超16毫米（Super 16mm）：1971年問世，超16毫米電影底片的畫面比標準16毫米電影底片大40-46%。由於成本較便宜，超16毫米影片時常放大至35毫米以便在電影院播放。
- 日本17.5毫米胶卷，由35毫米胶卷一分为二，用于TONE  camera(通尼相机),Toyoca 等日本17.5毫米胶卷相机。
- 35毫米（35mm）：寬度為35毫米，每個畫格每面有4個排孔，一帧由16個畫格組成。這種底片從電影發展最早期開始，即是專業電影攝製的標準尺寸底片[7]。
- 46毫米   127型胶卷
- 65毫米（65mm）：65毫米寬，兩面皆有底片鏈輪定位孔。通常為了電影院上映而轉換成70毫米投影片。
- 70毫米（70mm）：70毫米寬，兩面皆有底片鏈輪定位孔。利用35毫米或65毫米底片所拍攝的電影，可轉換放大成70毫米寬底片，以便在電影院寬螢幕播放及發行。横置的70毫米胶片用于部分IMAX影片的拍摄。
- 日本INSTAX 胶片 6.2 x 4.6厘米像幅

## 发展历程

### 早期发展
1835年英国发明家塔尔博特开始使用涂有氯化银或硝酸银的图纸作为感光材料，在照相机裡拍成负像，然后再利用日光印像，他把自己的方法定名为卡罗法。
1839年8月19日法国画家路易·达盖尔公布了他发明的“达盖尔银版摄影术”。这种技术以碘化银感光，用汞显影，用食盐定影。感光速度很慢，在阳光下需15至30分钟。
1847 年，法國陸軍官尼普斯的堂兄弟維克托（Niepce de St Victor）與於巴黎大學，發表了使用玻璃板上的蛋青加一些感光材料，製成感光板，放入相機中照像，再用塔爾博特所用的液劑來現影而製成負片。
1851年，英国雕塑家弗雷德里克·斯科特·阿切尔发明了湿版摄影法，又称火棉胶摄影法。该法以卤化银感光。虽因版干后不再感光，但成本较达盖尔银版法低很多，且感光速度有较大提高（5-15秒），在此后30年独领风骚。
1861年物理学家马克·斯威发明了世界上第一张彩色照片。
1865年，柯罗叮溴化银干版得以研发出。感光版制成后不必马上装入相机中拍摄，曝光后也不必马上冲洗加工，但乳剂层干燥后感光度下跌，曝光时间要数倍于湿板，应用受限十分明显。
1868年，W.H.哈里森提出使用胶棉明胶来替代胶棉乳剂的设想。并在随后的1871年由英国医生R·L·马多克斯证实可行。感光速度大幅提升至几十分之一秒。
1877年，查尔斯·贝内特发现了，把溴量过剩的乳剂，延长加热时间，即延长乳剂的成熟时间，乳剂的感光度大大提高。这样制得的明胶乳剂干版，印相曝光速度提高到了1／125秒，在此之前，湿版至少也要数以秒计的时间进行曝光才能照相和印相。
1888年，美国柯达公司生产出了新型感光材料——柔软、可卷绕的“胶卷”。这是感光材料的一个飞跃。
至此，胶片的形态固定了下来。

### 后期发展
美國電影業的發達，刺激感光材料生產技術的快速發展。美國感光技術一直處於世界領先地位。知名品牌有美國柯達，歐洲愛克發和日本的富士。
中國的國產照相材料工業始於1940年代。南洋歸國華僑在創辦廣東汕頭公元照相材料廠，生產公元牌黑白膠片膠卷和相紙。此後上海、保定也生產黑白照相材料。20世纪70年代起，中国在保定化工部第一胶片厂開始試產彩色膠卷，成为继美国、德国、日本之后全球第四个拥有彩色感光材料核心技术的国家。80年代中期，外國彩色照相材料大舉進入中國，雄霸中國市場20多年，中國的照相材料工業在此背景下受到极大冲击，后期仅首先开始生产彩色照相材料的乐凯集团有实力与外国同行业竞争，并与柯达、富士三足鼎立，呈“红（乐凯）黄（柯达）绿（富士）”竞争态势。2012年9月，乐凯集团宣布停止生产彩色胶卷。
到了1990年代至21世紀，電腦科技的突飛猛進和CCD、CMOS的發明促使數位影像技術日益普及，加之數位攝影在成像、儲存、傳送、收藏和檢索等方面，与胶片摄影相比有着很大的优势。隨著數位技術的發展，底片市場逐年萎縮，也促使感光化學工業的徹底沒落。例如1935年開始上市的柯達克羅姆膠捲（Kodachrome）在2009年正式停產，全球最後一間可沖印這款底片的美國堪薩斯州Dwayne's Photo公司也已於2010年12月30日之後終止Kodachrome沖印服務。
2016年，成立于1957年的上海电影技术厂于十月底关闭最后一条胶片生产线，胶片电影在中国退出历史舞台。《长江图》给冠上“中国最后一部胶片电影”的落寞定语。

### 近期发展
雖然採用底片攝影的人已經不多，但底片同样有其無可取代的優點，例如如果要製作大幅照片，仍然是用底片較佳，另外底片影像層次感較強、色彩自然（類比產生的色彩）、影像細膩（像素高）、寬容度大（容易保留亮部或暗部細節）等，其成象質素較數位相機為佳。尤其在光線暗的情況下，會需要長時間曝光拍攝，而長時間曝光在數位攝影上會產生大量雜訊，因此有部分攝影師在仍堅持使用底片拍攝。由於底片數位化的存在，加之底片攝影在大畫幅攝影領域的優勢。底片攝影仍在相當長的一段時間內與數位攝影處於共存狀態。
近年来，因受到潮流审美的推崇，部分人开始使用照片处理软件的滤镜功能模拟胶片的“胶片色”或“胶片质感”，滤镜模拟包括胶片成像中出现的“颗粒”、划痕、灰尘、偏色等特征。

## 图集

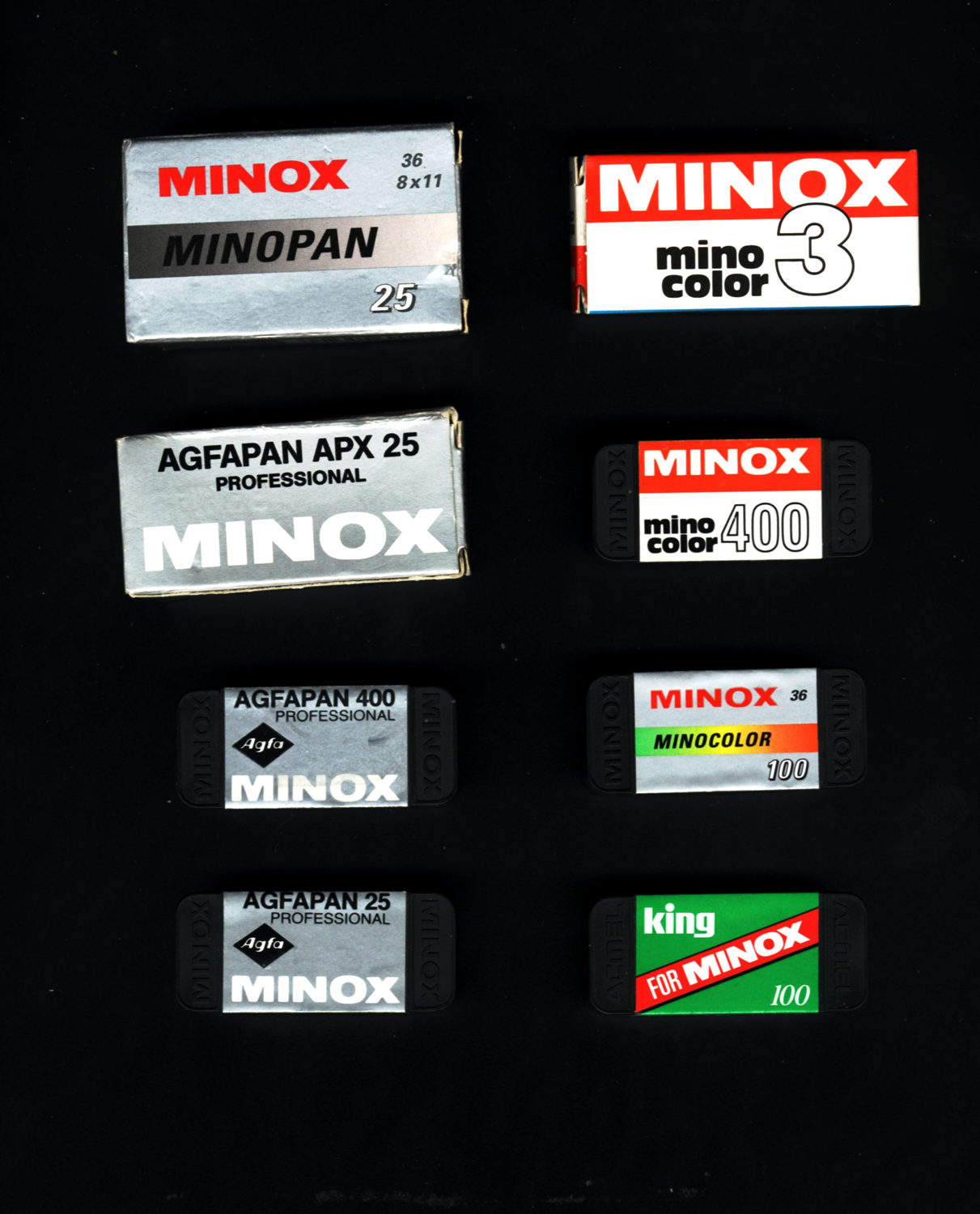
9.5毫米胶卷
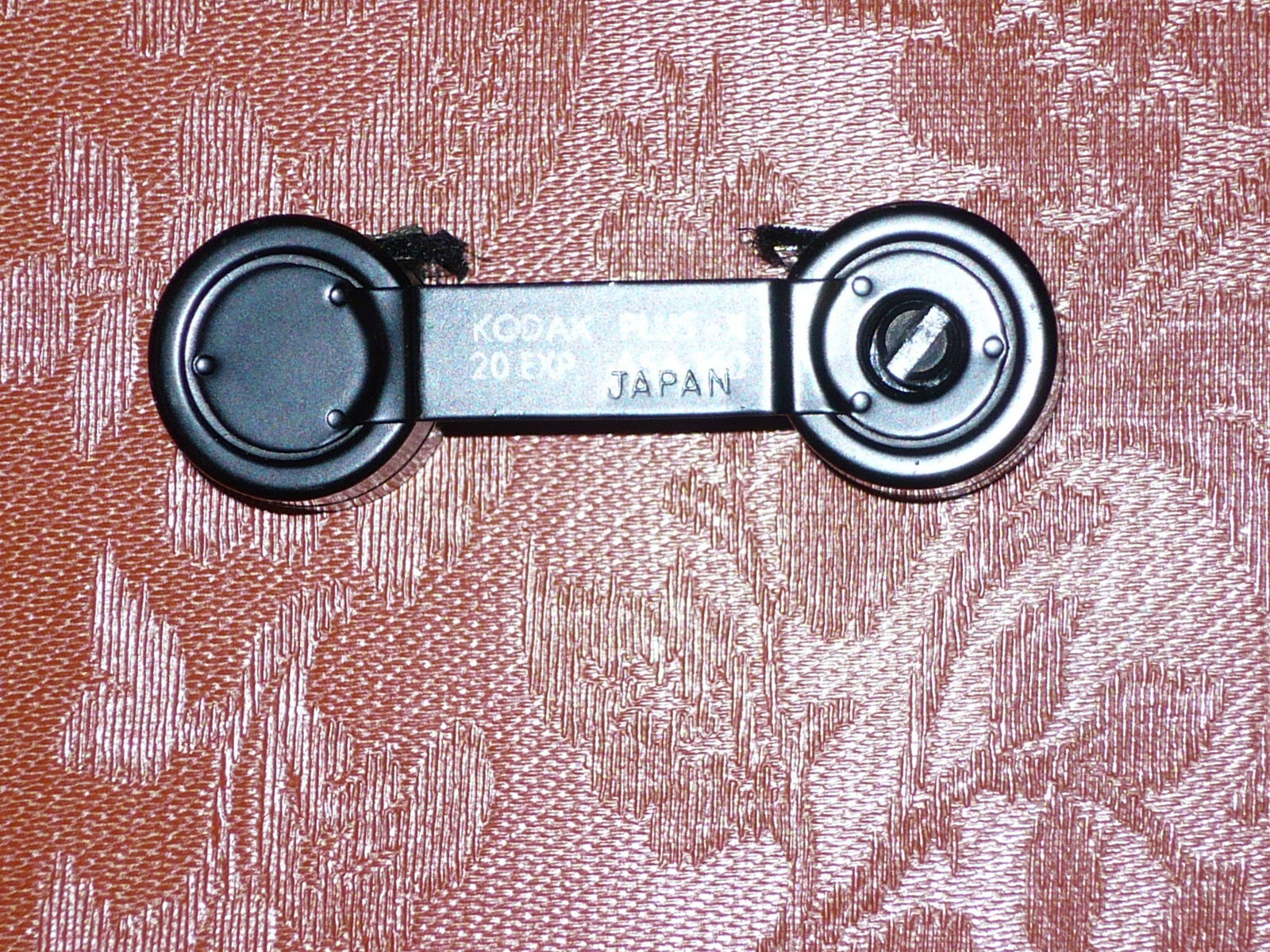
日本Golden Ricoh 16毫米相机胶卷
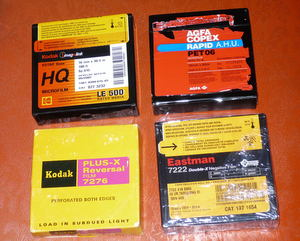
Kodak、 Agfa  16毫米胶卷
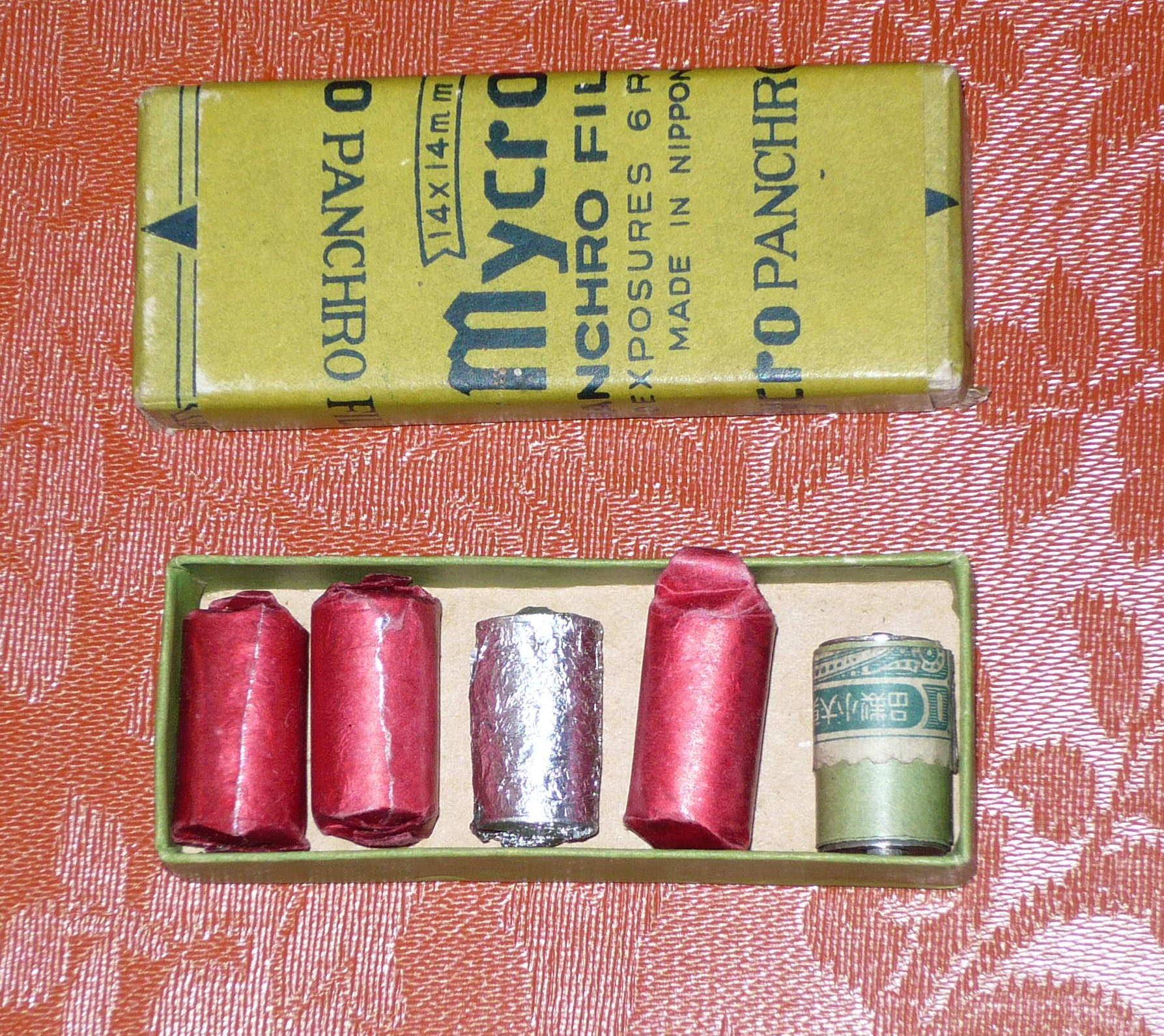
日本Mycro 17.5毫米胶卷
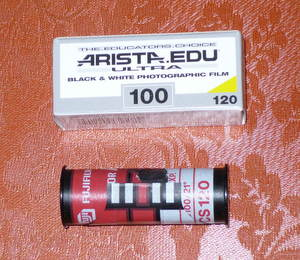
120胶卷
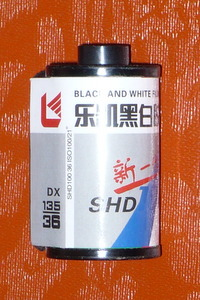
35mm胶卷